# Pieni Lehmisaari (ö i Södra Karelen)
Pieni Lehmisaari är en ö i Finland. Den ligger i sjön Kuolimo och i kommunen Savitaipale i den ekonomiska regionen  Villmanstrands ekonomiska region  och landskapet Södra Karelen, i den södra delen av landet, 180 km nordost om huvudstaden Helsingfors. Öns area är 11,2 hektar och dess största längd är 0,6 kilometer i öst-västlig riktning.